# مذبحة كيشينيف

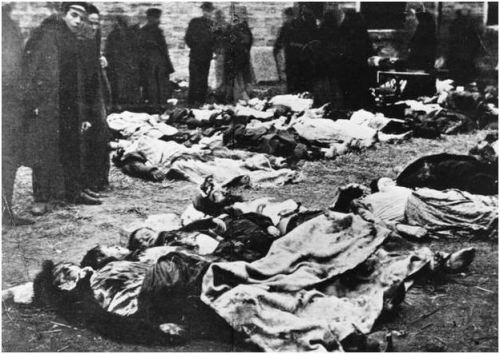
مذبحة كيشينيف

مذبحة كيشينيف (بالروسية : Кишинёвский погром) هي أعمال شغب معادية لليهود حدثت في كيشينيف (كيشيناوالآن وعاصمة جمهورية مولدوفا حالياً) عاصمة محافظة بيسارابيا في الإمبراطورية الروسية في 19 و20 أبريل 1903. على الرغم من موجة الغضب في جميع أنحاء العالم، صدرت أحكام بسجن رجلين فقط لخمس وسبع سنوات وحكم على إثنين وعشرون بالسجن لمدة سنة أو سنتين. ساهمت المذبحة في إقناع عشرات الآلاف من اليهود الروس بمغادرة أوروبا إلى فلسطين.

## المذبحة
بدأت المذبحة يوم عيد الفصح، وقُتل فيها 49 يهوديًا، وأصيب 92 بجروح خطيرة، واغتصب عدد من النساء اليهوديات، وأصيب أكثر من 500 بجروح طفيفة، وتضرر 1500 منزل. ركزت الحادثة انتباه العالم على اضطهاد اليهود داخل الإمبراطورية الروسية، ودفعت ثيودور هرتزل إلى اقتراح مخطط أوغندا كملاذ مؤقت لليهود.
اندلعت مذبحة ثانية في المدينة في أكتوبر 1905. هذه المرة، بدأت أعمال الشغب كاحتجاجات سياسية ضد القيصر، لكنها تحولت إلى هجوم على اليهود أينما وجدوا. وبحلول الوقت الذي انتهت فيه أعمال الشغب، قُتل 19 يهوديًا وأصيب 56 آخرون. أوقفت دوريات الدفاع التي تم تنظيمها بعد المذبحة الأولى، بعض أعمال العنف، لكنها لم تكن ناجحة تمامًا. كانت هذه المذبحة جزءًا من سلسلة من المذابح التي اجتاحت الإمبراطورية الروسية في ذلك الوقت.

## الرد الروسي
في مقابلة أجريت معه في الثامن عشر من مايو/أيار 1903، وصف السفير الروسي لدى الولايات المتحدة، الكونت آرثر كاسيني، مذبحة عام 1903 بأنها رد فعل من جانب الفلاحين الذين يعانون من ضائقة مالية تجاه الدائنين اليهود: 
"إن الموقف في روسيا، فيما يتصل باليهود، يتلخص في هذا: الفلاحون ضد المقرضين، وليس الروس ضد اليهود. ولا يوجد أي شعور ضد اليهود في روسيا بسبب الدين. وكما قلت ـ فإن اليهود يدمرون الفلاحين، ونتيجة لهذا فإن الصراعات تنشأ عندما يخسر هؤلاء الفلاحون كل ممتلكاتهم الدنيوية ولا يجدون ما يعيشون عليه. وهناك العديد من اليهود الطيبين في روسيا، وهم يحظون بالاحترام. كما تحظى العبقرية اليهودية بالتقدير في روسيا، ويحظى الفنان اليهودي بالتكريم. كما يظهر اليهود في عالم المال في روسيا. "توفر الحكومة الروسية لليهود نفس الحماية التي توفرها لأي مواطن آخر من مواطنيها، وعندما تحدث أعمال شغب ويتعرض اليهود للهجوم، يتخذ المسؤولون على الفور خطوات لإلقاء القبض على أولئك الذين بدأوا أعمال الشغب، وفرض عقوبات شديدة عليهم."

## بعد الحادثة
تشير العديد من المصادر إلى مقتل 49 شخصًا في مذبحة كيشينيف، لكن هويتهم المحددة لا تزال بعيدة المنال. بعد فترة وجيزة من المذبحة، كان أحد أوائل الصحفيين الأجانب الذين وصلوا إلى المدينة هو المراسل الأيرلندي مايكل دافيت. قام بتغطية الأحداث ونشر لاحقًا كتابًا يوضح بالتفصيل النتائج التي توصل إليها، والتي تضمنت قائمة بأسماء الضحايا وأعمارهم وفي بعض الحالات وظائفهم. ومع ذلك، تحتوي هذه القائمة على 40 فقط من الضحايا الـ 49.
أقيم نصب تذكاري لضحاية مذبحة 1903 في كيشينيف.